# Unanue (La Pampa)
Unanue es una localidad del departamento argentino de Utracán, en la provincia de La Pampa. Su zona rural se extiende también sobre el departamento Hucal. Se accede a través de la ruta provincial 9.

## Toponimia
Su nombre es en homenaje a José Hipólito Unanue, médico y patriota de Perú en la época de su independencia.

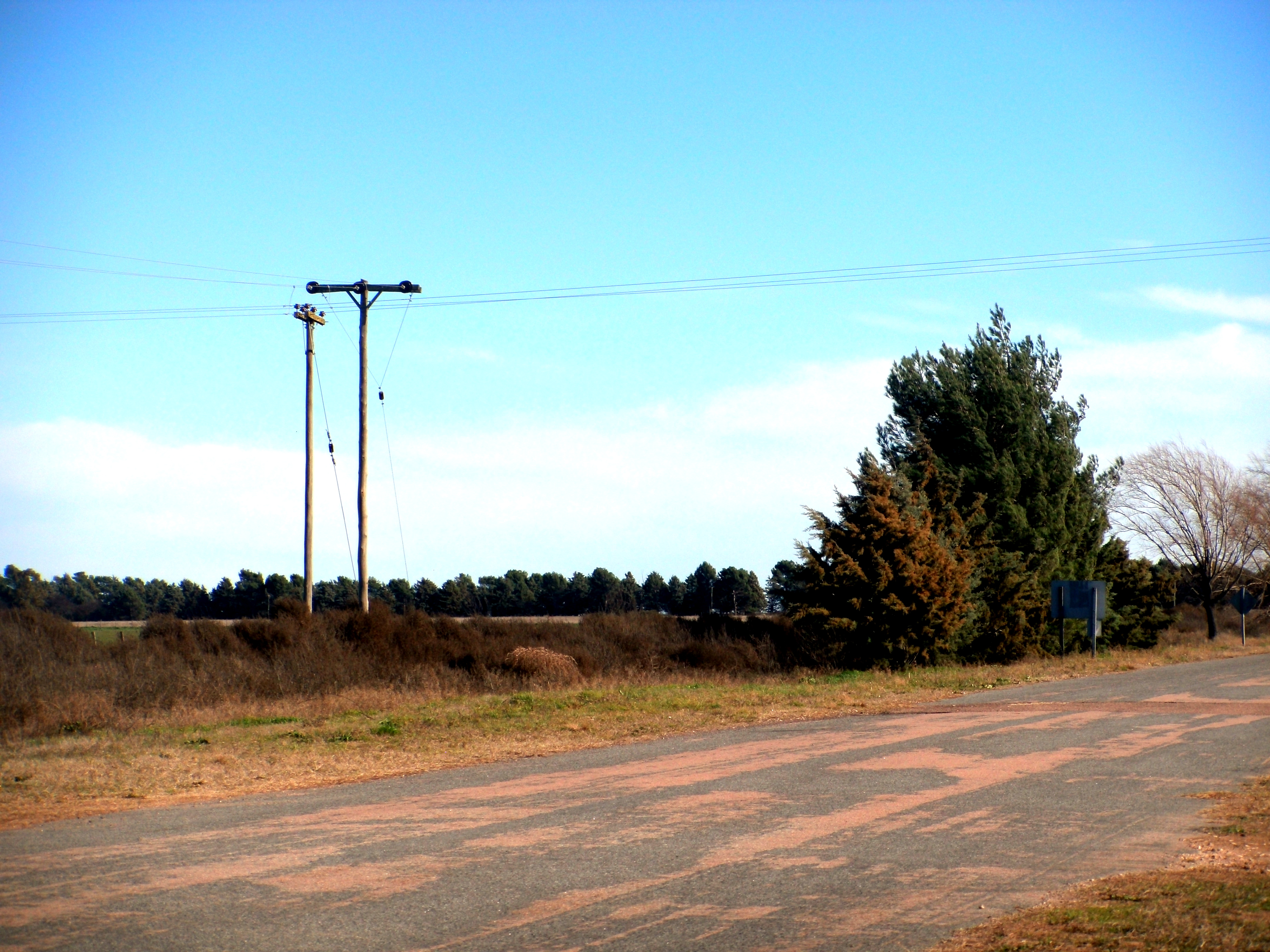
Entorno rural del pueblo

## Población
Contó con 170 habitantes (Indec, 2010), lo que representó un descenso frente a los 220 habitantes (Indec, 2001) del censo anterior. La población se compuso de 101 varones y 69 mujeres, lo que resultó en un índice de masculinidad del 146.38%. En tanto, los hogares pasaron de ser 95 a 135.
El censo nacional 2022 arrojó 160 habitantes y 121 viviendas.
| Gráfica de evolución demográfica de Unanue entre 1991 y 2022 |
|                                                              |
| Fuente: Censos nacionales del INDEC                          |